# 다시로 미쿠
다시로 미쿠(일본어: 田代 未来, 1994년 4월 7일~)는 일본의 유도 선수이다. 2020년 하계 올림픽과 2024년 하계 올림픽 혼성 단체전에서 은메달을 획득했다.